# Football Club Levadia 2014
Questa voce raccoglie le informazioni riguardanti il Football Club Levadia Tallinn nelle competizioni ufficiali della stagione 2014.

## Stagione
- In campionato la società termina al primo posto e vince per la 9ª volta la Meistriliiga.
- In coppa nazionale esce al terzo turno con una sconfitta a tavolino contro il Saue Laagri, per aver schierato un giocatore non tesserato durante la partita.
- In supercoppa nazionale perde contro il Flora Tallinn.
- In Champions League supera il primo turno battendo i sammarinesi de La Fiorita, poi viene eliminata al secondo turno dai cechi dello Sparta Praga.

## Maglie e sponsor
La divisa casalinga era composta da una maglia verde (della classica sfumatura tendente al verde smeraldo) con inserti bianchi, pantaloncini verdi e calzettoni verdi. Quella da trasferta era invece composta da una maglia nera con inserti bianchi, pantaloncini neri e calzettoni neri.
| Casa | Trasferta |

## Rosa
| N. |                      | Ruolo | Calciatore         |
| -- | -------------------- | ----- | ------------------ |
| 1  | Ucraina (bandiera)   | P     | Roman Smiško       |
| 2  | Croazia (bandiera)   | C     | Jan Penić          |
| 3  | Estonia (bandiera)   | D     | Artjom Artjunin    |
| 5  | Egitto (bandiera)    | C     | Omar Elhussieny    |
| 6  | Estonia (bandiera)   | C     | Ilja Antonov       |
| 7  | Finlandia (bandiera) | C     | Jere Aallikko      |
| 9  | Estonia (bandiera)   | A     | Artur Rättel       |
| 10 | Estonia (bandiera)   | C     | Igor Subbotin      |
| 11 | Estonia (bandiera)   | A     | Ingemar Teever     |
| 12 | Estonia (bandiera)   | P     | Kristjan Tamme     |
| 15 | Estonia (bandiera)   | C     | Henry Rohtla       |
| 16 | Estonia (bandiera)   | C     | Heiko Tamm         |
| 17 | Estonia (bandiera)   | D     | Maksim Podholjuzin |

| N. |                    | Ruolo | Calciatore            |
| -- | ------------------ | ----- | --------------------- |
| 18 | Austria (bandiera) | D     | Toni Tipurić          |
| 19 | Estonia (bandiera) | C     | Aleksandr Dmitrijev   |
| 20 | Estonia (bandiera) | C     | Pavel Marin           |
| 23 | Estonia (bandiera) | C     | Marek Kaljumäe        |
| 25 | Russia (bandiera)  | A     | Vladislav Ivanov      |
| 26 | Estonia (bandiera) | C     | Dmitri Kruglov        |
| 27 | Estonia (bandiera) | C     | Andreas Raudsepp      |
| 28 | Estonia (bandiera) | A     | Kristen Saarts        |
| 30 | Estonia (bandiera) | P     | Priit Pikker          |
| 33 | Serbia (bandiera)  | C     | Dragomir Vukobratović |
| 35 | Estonia (bandiera) | P     | Sergei Pareiko        |
| 36 | Estonia (bandiera) | C     | Rasmus Peetson        |